# Mesacanthion ditlevseni
Mesacanthion ditlevseni är en rundmaskart som först beskrevs av Nikolai Nikolaievich Filipjev 1927.  Mesacanthion ditlevseni ingår i släktet Mesacanthion och familjen Enoplidae. Inga underarter finns listade i Catalogue of Life.